# 메타돈
메타돈(methadone)은 진통제로서 의학적으로 사용되고, 또 아편 중독 환자들이 약물 중독에서 벗어나도록 유지하는 데 쓰이는 합성 오피오이드이다. 1937년 독일에서 개발되었다. 화학적으로 모르핀이나 헤로인과 다르지만, 메타돈은 동일한 아편 수용체에서 약효가 있으므로 거의 같은 효력을 지닌다. 또, 메타돈은 낮은 가격으로도 만성 고통을 관리하는 데 사용할 수 있다. 미국에는 1947년 엘리 릴리 앤드 컴퍼니가 메타돈을 처음 들여왔다.

## 부정적 영향
- 진정 효과
- 변비[3][4]
- 땀[4]
- 어지러움[3][5][6]
- 약화[4]
- 피로, 졸림[4]
- 수면 문제,[3]
- 불면증[7]
- 구역질[3][4] 및 구토[3][4]
- 저혈압
- 두통[4]
- 흉통 등 심장질환[3][5] 또는 빠른 심박[3][5][6]
- 호흡 문제,[3][5] 느린 호흡,[3][5]
- 체중 증가[4]
- 기억 상실
- 간지려움
- 소변 문제[4]
- 손, 팔, 발, 다리의 종창[4]
- 감정 변화,[4] 방향 감각 상실
- 흐릿한 시야[4]
- 리비도 감소,[3][4] 오르가슴 도달 문제,[3] 불임[3][4]
- 무월경,[4]
- 피부 발진